# Guillermo González del Río García
Guillermo González del Río García, noto come Campanal (Avilés, 9 febbraio 1912 – Siviglia, 22 gennaio 1984), è stato un calciatore e allenatore di calcio spagnolo, di ruolo attaccante.

## Carriera

### Club
Ha sempre giocato nel campionato spagnolo.

### Nazionale
Ha collezionato 3 presenze e 2 reti con la maglia della Nazionale.

## Palmarès

### Giocatore

#### Competizioni nazionali
- Campionato spagnolo: 1

Siviglia: 1945-1946
- Coppa di Spagna: 2

Siviglia: 1935, 1939
- Segunda División (Spagna): 1

Siviglia: 1933-1934

#### Competizioni regionali
- Coppa di Andalusia: 8

Siviglia: 1929, 1930, 1931, 1932, 1933, 1936, 1939, 1940